# Estación de Noreña
Noreña es una estación de ferrocarril situada en el concejo homónimo en el Principado de Asturias. Forma parte de la red de vía estrecha operada por Renfe Operadora a través su división comercial Renfe Cercanías AM. Está integrada dentro del núcleo de Cercanías Asturias como parte de la línea C-5 (antigua F-5) entre Laviana y Gijón y de la línea C-5a entre Gijón y Trubia. 

## Situación ferroviaria
Se encuentra en el punto kilométrico 19,93 de la línea férrea de ancho métrico que une Gijón con Laviana a 187,1 metros de altitud. El tramo es de vía doble electrificada.

## Historia
El apeadero de Noreña fue inaugurado el 27 de julio de 1907 por el Ferrocarril de Langreo. Anteriormente, recibía el nombre de estación de Noreña la situada en la cercana localidad sierense de El Berrón.
El 12 de junio de 1972, la difícil situación económica de la compañía que gestionaba el recinto supuso su cesión al Estado. FEVE pasó entonces a ser titular de las instalaciones. En 1983 se decidió un cierre temporal para adaptar la línea al ancho métrico usado por la compañía estatal en su red. Feve mantuvo la gestión hasta que en 2013 la explotación fue atribuida a Renfe Operadora y las instalaciones a Adif.

## Servicios ferroviarios

### Cercanías
Forma parte de las líneas C-5 (Gijón - Laviana) y C-5a (Gijón - El Berrón - Oviedo) de Cercanías Asturias. La primera de ellas tiene una frecuencia media de un tren cada 60 minutos, disminuyendo esta durante los fines de semana y festivos. La línea C-5a realiza un mínimo de 12 frecuencias diarias en días laborables entre Oviedo y Gijón, operándose únicamente de lunes a sábado.
| procedencia/destino | < estación | Línea | estación > | destino/procedencia |
| ------------------- | ---------- | ----- | ---------- | ------------------- |
| Gijón               | La Florida |       | El Berrón  | Laviana             |
| Gijón               | Gijón      |       | El Berrón  | Oviedo              |